# Guémené-sur-Scorff
Guémené-sur-Scorff (tiếng Breton: Ar Gemene) là một xã ở tỉnh Morbihan trong vùng Bretagne tây bắc Pháp. Xã này có diện tích 1,17 kilômét vuông, dân số năm 1999 là 1205 người. Khu vực này có độ cao từ 118-180 mét trên mực nước biển.
Thị trấn có cự ly 20 km (12 mi) về phía tây Pontivy.
Guémené nằm bên sông Scorff.
Cư dân của Guémené-sur-Scorff danh xưng trong tiếng Pháp là Guémenois.